# True Love (Pink-Lied)
True Love ist ein Lied der US-amerikanischen Popsängerin Pink, in Zusammenarbeit mit der britischen Popsängerin Lily Allen, aus dem Jahr 2012.

## Hintergrund
Das Lied wurde von den Interpretinnen selbst, gemeinsam mit Greg Kurstin, geschrieben beziehungsweise komponiert. Letzterer zeichnete darüber hinaus für die Produktion verantwortlich.
Die Erstveröffentlichung von True Love erfolgte als Teil von Pinks sechsten Studioalbum The Truth About Love am 14. September 2012 durch RCA Records. Nachdem das Lied am 28. Juni 2013 zunächst als Airplay erschien, erschien es am 30. August 2013 erstmals als Single.

## Musikvideo
Das dazugehörige Musikvideo entstand unter der Regie von Sophie Muller. Darin spielen neben den beiden Interpretinnen Pinks Ehemann Carey Hart und ihre gemeinsame Tochter Willow Sage Hart mit. Bis August 2023 zählte es über 152 Millionen Aufrufe auf YouTube.

## Kommerzieller Erfolg

### Chartplatzierungen
| ChartsChartplatzierungen       | Höchstplatzierung | Wochen |
| ------------------------------ | ----------------- | ------ |
| Deutschland (GfK)              | 43 (12 Wo.)       | 12     |
| Österreich (Ö3)                | 30 (11 Wo.)       | 11     |
| Schweiz (IFPI)                 | 50 (11 Wo.)       | 11     |
| Vereinigte Staaten (Billboard) | 53 (13 Wo.)       | 13     |
| Vereinigtes Königreich (OCC)   | 16 (14 Wo.)       | 14     |

### Auszeichnungen für Musikverkäufe
| Land/Region                  | Auszeichnungen für Musikverkäufe (Land/Region, Auszeichnung, Verkäufe) | Verkäufe |
| ---------------------------- | ---------------------------------------------------------------------- | -------- |
| Australien (ARIA)            | 4× Platin                                                              | 280.000  |
| Brasilien (PMB)              | Gold                                                                   | 30.000   |
| Italien (FIMI)               | Gold                                                                   | 15.000   |
| Kanada (MC)                  | Platin                                                                 | 80.000   |
| Neuseeland (RMNZ)            | Platin                                                                 | 15.000   |
| Vereinigtes Königreich (BPI) | Gold                                                                   | 400.000  |
| Insgesamt                    | 3× Gold · 6× Platin ·                                                  | 820.000  |

Hauptartikel: Pink (Musikerin)/Auszeichnungen für Musikverkäufe